# Springendes Ross 86
Springendes Ross 86 war ein deutsches NATO-FTX-Militärmanöver in Niedersachsen und Nordrhein-Westfalen, welches im Herbst 1986 stattfand.

## Truppengliederung
Die Übungstruppe BLAU setzte sich wie folgt zusammen:
- Panzerbrigade 20, Hemer[4]
  - Panzerbataillon 203
  - Panzergrenadierbataillon 202

## Umfang
Das Manöver Springendes Ross 86 unter der Übungsleitung der 7. Panzerdivision, Unna, fand vom 6. bis 12. Oktober 1986 im Raum Standortübungsplatz Münster-Handorf, Damme, Hannover, Vechta, Nienburg, Steimbke, Truppenübungsplatz Bergen, Munster und Cloppenburg statt. Insgesamt 10.000 Soldaten sowie 2000 Rad- und 600 Kettenfahrzeuge nahmen daran teil. Die Übung Springendes Ross wurde im Jahr 1991 wiederholt.

## Ablauf
Die Manöverzentrale für die Phase I befand sich in der Clausewitz-Kaserne in Nienburg. Für Phase II lag sie bei Osterholz-Scharmbeck. Es kam zu Brückenschlägen über die Weser bei Landesbergen und bei Anemolter/Schinna bei Stolzenau durch ROT. Eine weitere erfolgte über die Leine bei Mandelsloh. Für Springendes Ross 86 wurden 1500 Reservisten eingesetzt. Des Weiteren wurden Außenlandungen mit luftverlastbaren Truppen durch Hubschraubern geübt.

## Medien
- Die großen Übungen der Bundeswehr 2. DVD. Breucom-Medien, 2011, ISBN 978-3-940433-33-6.